# Capparis mitchellii
La naranja australiana (Wild orange) es una planta nativa de Australia. Su nombre científico es Capparis mitchellii; no está relacionada con la naranja ni con la naranja osage la cual es conocida como "wild orange" en Norteamérica. Su nombre para los aborígenes del centro de Australia es merne atwakeye.

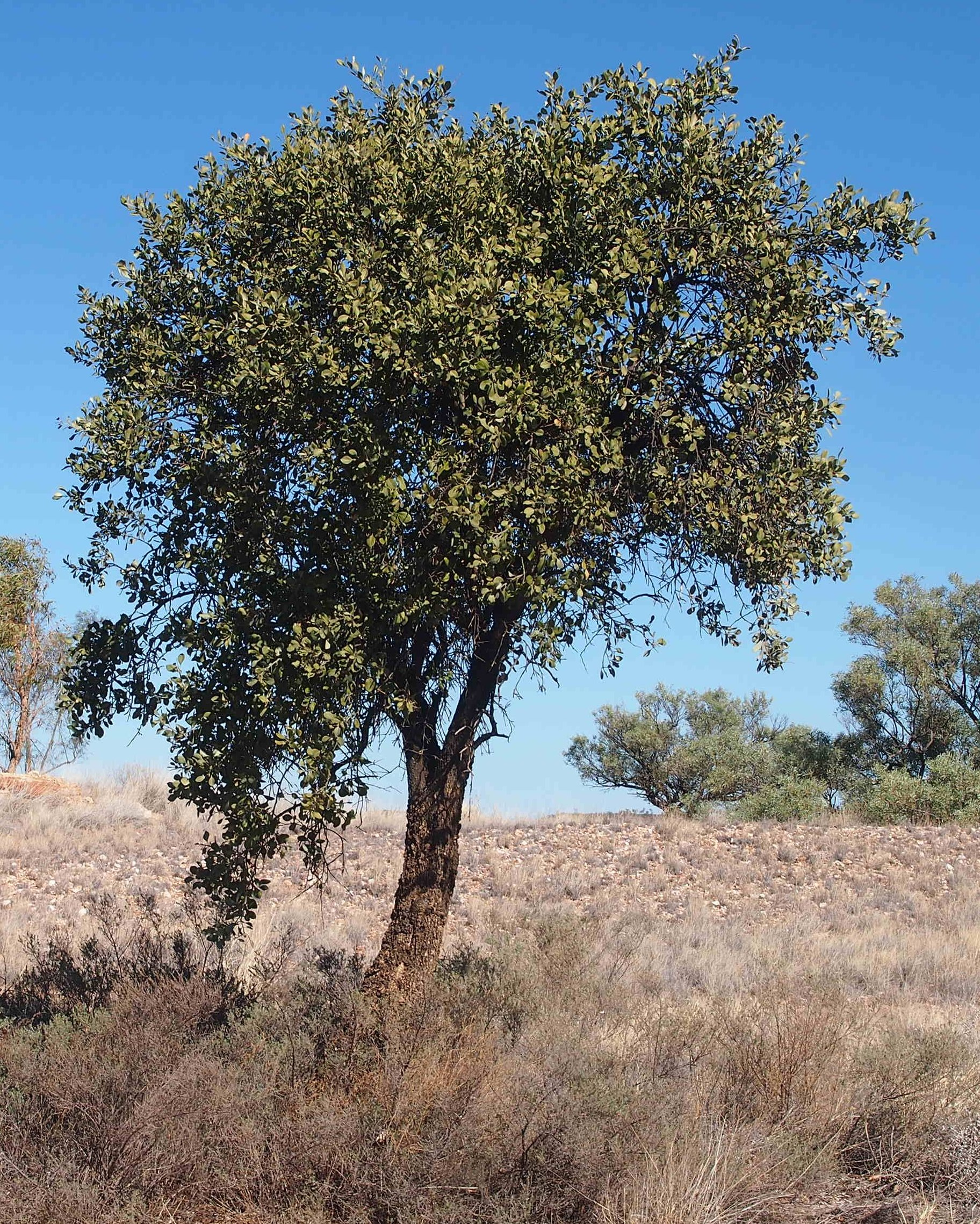
Vista del árbol

## Descripción
La naranja australiana es un fruto delicioso. Los indígenas australianos hicieron uso frecuente de él antes del arribo de los europeos. Es verde cuando está madura. Cuando madura, llega a hacerse suave y tiene un olor fragante. El interior es amarillo o naranja. Todavía se come en el desierto hoy en día.

## Taxonomía
Capparis mitchellii fue descrito por (Lindl. ex F.Muell.) Lindl.  y publicado en Three Expeditions into the Interior of Eastern Australia 1: 315. 1838.
Etimología
Capparis: nombre genérico que procede del griego: kapparis que es el nombre de la alcaparra.
mitchellii: epíteto
Sinónimos
- Busbeckea mitchellii F.Muell.[3]